# Treći anglo-afganistanski rat
Treći anglo-afganistanski rat (1919.), rat je izbio kada je pod pritiskom naroda, kome je bio nepodnošljiv podređen položaj zemlje prema Velikoj Britaniji.

## Tijek oružanog sukoba
Amānullah Khān je objavio sveti rat i 8. svibnja 1919. afganistanska vojska krenula je u napad na indijsku granicu. Afganistanci su računali da potaknuti stanovništvo u graničnim području Indije na ustanak. Napad je odbijen, Britanci su ubrzo zauzeli neke granične točke, bombardirali iz zraka Jalalabad (Jälālābādu) i Kabul a do ustanka u Indiji nije došlo.
Poslije 20 dana Amānullah je zatražio mir koji je potpisan 8. kolovoza u Rāwalpindiju. Afganistanci su ipak uspjeli iz ugovora izostaviti klauzulu iz ranijih ugovora o britanskoj kontroli afganistanske vanjske politike.